# Championnat de Porto Rico de football 2015
Navigation
Saison précédente Saison suivante
La saison 2015 du Championnat de Porto Rico de football est la onzième édition de la première division à Porto Rico. Les six formations engagées sont réunies au sein d'une poule unique où elles s'affrontent à deux reprises. Les quatre premiers du classement disputent ensuite la phase finale pour déterminer le vainqueur du championnat.
C'est le club de Criollos FC qui remporte la compétition cette saison après avoir battu la formation de Guayama FC lors de la finale. C’est le tout premier titre de champion de Porto Rico de l'histoire du club.

## Les clubs participants
- Yabuco FC
- Bayamón FC
- Leones de Maunabo FC
- Guayama FC
- Tornados de Humacao
- Criollos FC

## Compétition
Le barème de points servant à établir le classement se décompose ainsi :
- Victoire : 3 points
- Match nul : 1 point
- Défaite : 0 point

### Classement
| Rang | Équipe               | Pts | J  | G | N | P  | Bp | Bc | Diff |  | Résultats (▼ dom., ► ext.) | Cri | Gua | Bay | Leo | Yab | Tor |
| ---- | -------------------- | --- | -- | - | - | -- | -- | -- | ---- |  | -------------------------- | --- | --- | --- | --- | --- | --- |
| 1    | Criollos FC          | 23  | 10 | 7 | 2 | 1  | 33 | 9  | +24  |  | Criollos FC                |     | 5-2 | 1-1 | 3-2 | 6-0 | 6-0 |
| 2    | Guayama FC           | 18  | 10 | 5 | 3 | 2  | 29 | 15 | +14  |  | Guayama FC                 | 1-2 |     | 1-0 | 3-2 | 3-1 | 5-0 |
| 3    | Bayamón FC           | 18  | 10 | 5 | 3 | 2  | 19 | 10 | +9   |  | Bayamón FC                 | 2-0 | 1-1 |     | 4-2 | 5-0 | 4-2 |
| 4    | Leones de Maunabo FC | 15  | 10 | 4 | 3 | 3  | 28 | 18 | +10  |  | Leones de Maunabo FC       | 1-1 | 2-2 | 0-0 |     | 3-0 | 5-1 |
| 5    | Yabuco FCT           | 10  | 10 | 3 | 1 | 6  | 15 | 29 | -14  |  | Yabuco FCT                 | 0-3 | 2-2 | 3-0 | 3-6 |     | 3-1 |
| 6    | Tornados de Humacao  | 0   | 10 | 0 | 0 | 10 | 5  | 48 | -43  |  | Tornados de Humacao        | 0-6 | 0-9 | 0-2 | 1-5 | 0-3 |     |

|  | Qualification pour la phase finale |
|  | T : Tenant du titre                |

### Phase finale
|  | Demi-finales     | Demi-finales         | Demi-finales     | Demi-finales     |             |             | Finale           | Finale           | Finale           | Finale           |
|  |                  |                      |                  |                  |             |             |                  |                  |                  |                  |
|  | 12 décembre 2015 | 12 décembre 2015     | 12 décembre 2015 | 12 décembre 2015 |             |             | 19 décembre 2015 | 19 décembre 2015 | 19 décembre 2015 | 19 décembre 2015 |
|  | 1er              | Criollos FC          | 3                | 3                |             |             | 19 décembre 2015 | 19 décembre 2015 | 19 décembre 2015 | 19 décembre 2015 |
|  | 1er              | Criollos FC          | 3                | 3                |             |             | 19 décembre 2015 | 19 décembre 2015 | 19 décembre 2015 | 19 décembre 2015 |
|  | 4e               | Leones de Maunabo FC | 2                | 2                |             |             | 19 décembre 2015 | 19 décembre 2015 | 19 décembre 2015 | 19 décembre 2015 |
|  | 4e               | Leones de Maunabo FC | 2                | 2                | Criollos FC | Criollos FC | 4                | 4                |                  |                  |
|  | 12 décembre 2015 |                      |                  |                  | Criollos FC | Criollos FC | 4                | 4                |                  |                  |
|  |                  |                      | Guayama FC       | Guayama FC       | 2           | 2           |                  |                  |                  |                  |
|  | 2e               | Guayama FC           | Guayama FC       | Guayama FC       | 2           | 2           |                  |                  |                  |                  |
|  | 2e               | Guayama FC           |                  |                  |             |             |                  |                  |                  |                  |
|  | 3e               | Bayamón FC forfait   |                  |                  |             |             |                  |                  |                  |                  |
|  | 3e               | Bayamón FC forfait   |                  |                  |             |             |                  |                  |                  |                  |

## Bilan de la saison
| Championnat de Porto Rico de football 2015 |                         |
| Champion                                   | Criollos FC (1er titre) |
| Qualifications continentales               |                         |
| CFU Club Championship 2016                 | Aucun                   |
| Promotions et relégations                  |                         |
| Promus en Puerto Rico Soccer League        | Aucun                   |
| Relégués                                   | Aucun                   |